# Thẻ nhà báo

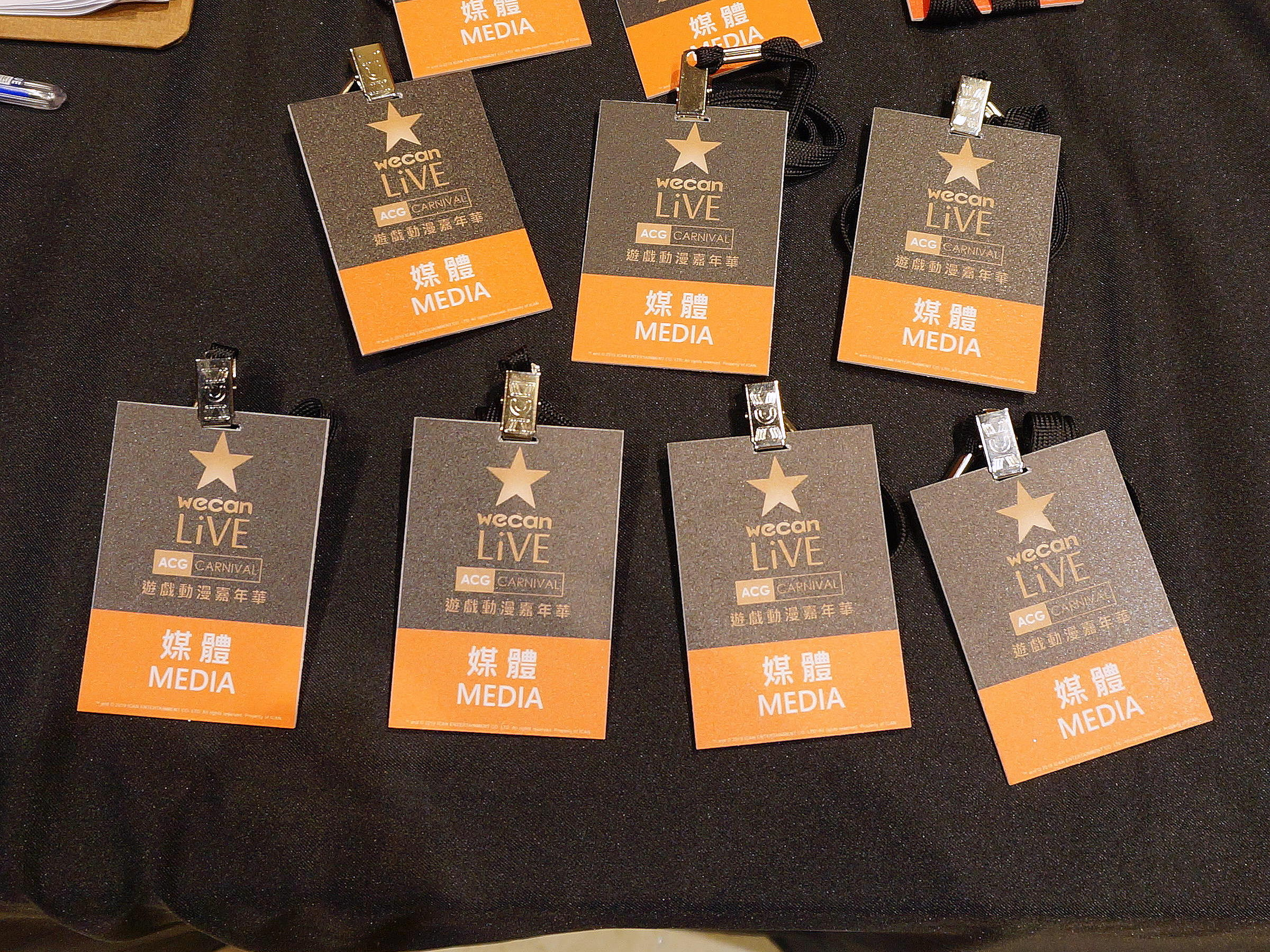
Nhiều thẻ nhà báo tại một sự kiện ở Đài Loan.

Một tấm thẻ nhà báo (hay còn gọi là thẻ báo chí, tiếng Anh: press card hay journalist pass) cấp cho các nhà báo một số loại đặc quyền nhất định. Luật pháp công nhận một số thẻ; còn các thẻ khác đơn thuần chỉ ra rằng người mang thẻ là một người đang hành nghề nhà báo. Bản chất lợi ích của thẻ được quyết định theo loại cơ quan ấn hành thẻ, trong đó gồm ba loại chính: tổ chức tin tức, cơ quan thực thi luật pháp và các nhà tổ chức sự kiện (thường cho một việc cụ thể như một buổi họp báo của đoàn thể). Mỗi loại thẻ cung cấp những quyền hạn khác nhau, do đó các phóng viên thường có nhu cầu hoặc mong muốn nắm giữ nhiều thẻ báo chí cùng lúc.

## Thẻ do chính phủ cấp

### Thẻ của cơ quan thực thi pháp luật

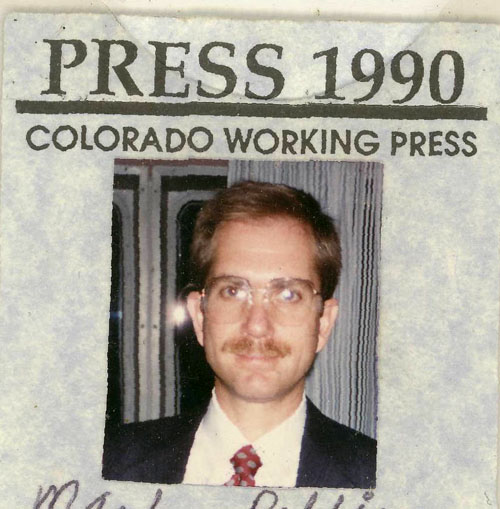
Một tấm thẻ nhà báo của Denver.

Những sở cảnh sát tại cấp thành phố, quận hoặc bang/tỉnh có thể cấp thẻ báo chí ở một số quốc gia. Những tấm thẻ này cho phép người cầm chúng vượt qua dây băng của cảnh sát hoặc đám cháy để đưa tin nóng, hoặc có quyền tiếp cận hiện trường hình sự hoặc những khu vực hạn chế khác – mặc dù họ có thể bị từ chối nếu gây trở ngại cho nhiệm vụ của các nhân viên cấp cứu. Truyền thông đại chúng ở giữa thế kỷ 20 thường miêu tả các phóng viên tại một hiện trường hình sự bằng những tấm thẻ cài trên dây buộc mũ của họ, song chi tiết này lại khác trong thực tế.
Bởi quyền miễn trừ đặc biệt mà các thẻ báo chí cảnh sát đem lại, nên chúng được cấp một cách thận trọng – một vài khu vực pháp lý yêu cầu phỏng vấn trực tiếp với tất cả những ứng viên tiềm năng, hoàn tất bộ vân tay và kiểm tra lý lịch. Nhìn chung, chỉ những phóng viên chuyên đưa tin nóng mới đủ điều kiện nhận thẻ; còn các nhà báo khác (cây viết cột báo, biên tập viên, cây viết freelance và blogger) thì không.
Thẻ do cảnh sát cấp không đem lại quyền tham gia những buổi họp báo của chính phủ hay bất kỳ đặc quyền nào kiểu như vậy: chúng chỉ được công nhận nhân viên ứng cứu khẩn cấp công nhận, và thẻ chỉ có giá trị trong quyền hạn pháp lý của cơ quan cấp thẻ.

### Giấy phép đỗ xe
Giấy phép đỗ xe của cảnh sát (cấp ở một số khu vực pháp lý) miễn trừ cho xe đưa tin tức khỏi bị vi phạm các luật vi phạm đỗ xe nhất định trong lúc tác nghiệp. Cảnh sát có thể cấp chúng cho bất kì tổ chức thu thập tin tức nào chuyên đưa tin nóng để dùng trong phương tiện của công ty do các phóng viên, nhiếp ảnh gia và điều khiển máy quay sử dụng. Thông thường, cảnh sát chỉ cấp những giấy phép này cho những nhà báo thuộc sở.
Khi người cầm thẻ trình bày rõ ràng, những tấm giấy phép này cho phép họ đỗ xe tại những khu vực đỗ chỉ dành cho dân địa phương, và có thể miễn trừ cho người cầm thẻ phí đồng hồ đo đỗ xe. Những đặc quyền này chỉ áp dụng cho phạm vi đưa tin nóng, và không vô hiệu tất cả những luật cấm đỗ xe: vùng đỏ, trụ nước cứu hỏa, lối qua đường cho người đi bộ, vùng xe buýt, vùng đỗ xe dành cho người khuyết tật, vùng xếp hàng thương mại, vùng dành cho taxi, vùng "cấm dừng xe" hoặc "cấm đỗ xe", đường chuyển làn và các vùng kéo xe khác vẫn nằm ngoài diện đặc quyền.

## Sự kiện cụ thể

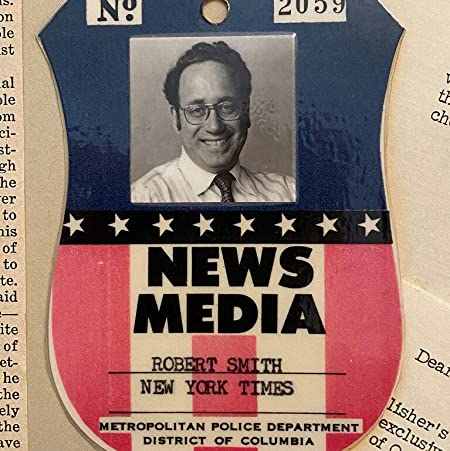
Huy hiệu báo chí của nhà báo Robert Smith (The New York Times).

Đối với các cuộc triển lãm thương mại, họp mặt cộng đồng, sự kiện thể thao, các lễ trao giải, hội thảo chuyên ngành hoặc bất kì loại sự kiện lớn nào, ban tổ chức thường duyệt qua thẻ báo chí. Đôi khi chúng được xem là "huy hiệu báo chí". Đối với nhiều sự kiện, quảng cáo trên các phương tiện thông tin đại chúng và những nơi khác có tầm quan trọng rất lớn, và việc cấp đặc quyền cho báo chí có thể hỗ trợ mảng quảng cáo này. Mục đích của việc cấp huy hiệu là giúp cho các nhà báo có thể đưa tin trong môi trường nguy hiểm mà không phải lo nghĩ hay bất an rằng hành vi của mình đúng hay sai.
Thông thường, những đối tượng lấy thẻ tiềm năng phải xin chúng trước và cung cấp bằng chứng về mối liên hệ của họ. Các nhà tài trợ sự kiện có thể yêu cầu tài liệu đã xuất bản trong quá khứ hoặc thư từ hãng thông tấn trên tiêu đề thư, trong thư nêu chi tiết công việc cần làm. Nói chung, nhân viên của các cơ quan báo chí mà không hoạt động trong mảng đưa tin (giám đốc điều hành, nhân viên bán hàng, nhà xuất bản, biên tập viên,...) thì không đủ điều kiện nhận thẻ báo chí. Ngoài ra, ban tổ chức có thể cấp thẻ cho các nhà báo, một số blogger dự sự kiện.
Ở nhiều sự kiện lớn, đặc biệt là triển lãm thương mại, ban tổ chức phát hành bộ tài liệu báo chí cho những người giữ thẻ. Thẻ báo chí có thể cho phép người mang đề xuất phỏng vấn những nhân vật tham dự đáng chú ý, đồng thời họ đôi khi có quyền sử dụng phòng đặc biệt dành riêng cho mục đích này.

### Sự kiện mở
Đối với những hoạt động mở trước công chúng, chẳng hạn như các cuộc gặp mặt cộng đồng, sự kiện của trường hoặc triển lãm thương mại, thẻ báo chí do cảnh sát hoặc phương tiện truyền thông cấp có thể mang lại một chút lợi ích. Người cầm thẻ có thể vào cửa miễn phí hoặc giảm giá vé, hay có quyền đặc cách qua cửa vé. Thẻ có thể đem lại nhiều lợi ích hơn, đem đến quyền tiếp cận những hàng ghế đầu hoặc phòng chỉ dành cho báo chí. Đối với các sự kiện thể thao, thẻ báo chí do một sân vận động cấp sẽ cho phép người cầm thẻ tiếp cập hộp báo chí. Bởi vì những người tham gia ứng tiền gây quỹ thường tài trợ cho các sự kiện mở, nên số lượng thẻ báo chí có thể phụ thuộc vào số lượng vé bán ra.

### Sự kiện kín
Đối với những sự kiện đóng cửa đối với công chúng, thẻ báo chí do cảnh sát hoặc tổ chức tin tức cấp đôi khi cho phép người cầm thẻ quyền tham gia, nhưng hầu hết các sự kiện ấy đều yêu cầu người mang thẻ phải đăng ký trước mới vào được. Tuy nhiên, tính đặc quyền cao gây nên nhiều hạn chế hơn dành cho những người có thể lấy thẻ. Đối với những hội thảo chuyên ngành hoặc triển lãm thương mại, ban tổ chức chỉ có thể cấp thẻ cho những nhà báo thường xuyên đưa tin về chuyên ngành hoặc những người nắm chức danh "nhà phân tích ngành", với chức danh biên tập hoặc đưa tin.

## Thẻ của hãng thông tấn

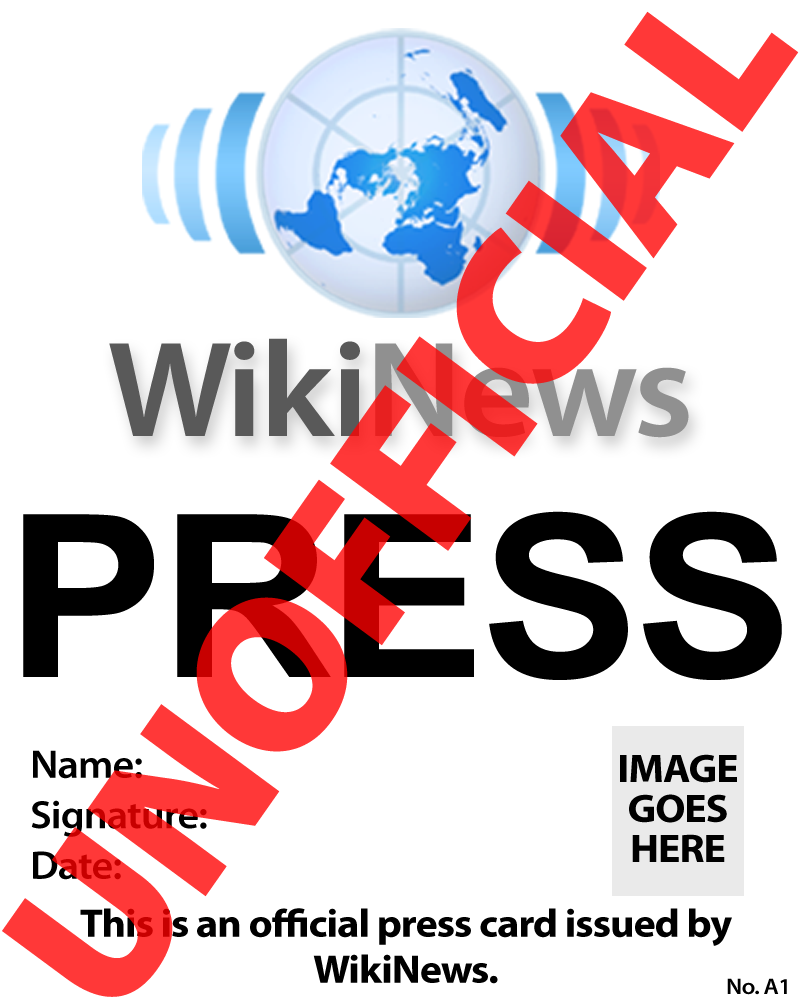
Thẻ báo chí do Wikinews phát hành.

Hiệp hội nhà xuất bản chuyên nghiệp giải thích: "Bạn không cần phải xin phép bất kỳ ai để trở thành một nhà báo, tuy nhiên, đôi khi rất hữu ích nếu bạn có thể tự nhận mình là một nhà báo khi cần thiết." Nhắm đến mục tiêu này, các cơ quan báo chí đã cấp thẻ nhà báo cho phóng viên, biên tập viên, nhà văn và nhiếp ảnh gia của họ. Những thẻ này không có giá trị pháp lý như thẻ do chính phủ cấp, và chúng sẽ không thay thế thẻ dành riêng cho sự kiện; thẻ chỉ đóng vai trò là bằng chứng tư cách người mang với chức danh một người đưa tin hợp pháp theo tổ chức phát hành. Như vậy, người mang thẻ có thể nhận được các cuộc phỏng vấn tốt hơn, lấy thông tin từ cơ quan thực thi luật hoặc có quyền tiếp cập vào các địa điểm độc quyền.
Ở hầu hết các nước châu Âu, thẻ do công đoàn quốc gia của các nhà báo cấp. Một số đơn vị yêu cầu tư cách thành viên hoặc sự chấp thuận của chính phủ. Đối với những nhà báo tự do, các tổ chức như Hội nhà văn Quốc gia, Hiệp hội nhà xuất bản chuyên nghiệp Anh, Dịch vụ tin tức sáng tạo (CNS) từ Hội nhà báo quốc gia ICC (Liên hiệp Anh) hoặc Hiệp hội báo chí Hoa Kỳ là đơn vị cấp thẻ.

### Anh Quốc
Tại Vương quốc Anh, Cơ quan cấp thẻ báo chí Vương quốc Anh (một tập đoàn tự nguyện gồm các hãng thông tấn) là đơn vị phát hành thẻ tiêu chuẩn quốc gia cho những người thu thập tin tức trú tại Vương quốc Anh.

### Việt Nam
Tại Việt Nam, thẻ nhà báo do Bộ Thông tin và Truyền thông Việt Nam cấp và là thẻ duy nhất được pháp luật công nhận trong hoạt động báo chí ở nước này. Các đối tượng lấy thẻ là những người hoạt động trong các cơ quan thông tấn báo chí và truyền hình, truyền thanh (ví dụ: Tổng giám đốc, tổng biên tập, phó trưởng ban báo chí, phóng viên,...). Đối với phóng viên nước ngoài, trợ lý báo chí của phóng viên nước ngoài hoạt động báo chí tại Việt Nam, họ buộc phải được cấp thẻ phóng viên nước ngoài hợp lệ bởi Bộ Ngoại giao Việt Nam.

## Thẻ giả
Những thẻ thật có thể bị những người không có quyền mang chúng chiếm đoạt, thẻ thật thì có thể bị làm giả, còn những thẻ tưởng như là thật lại có thể bị bất kỳ ai cấp hoặc chế ra. Lý do và hậu quả của thẻ giả bao gồm các mức độ từ không đáng kể (đồ uống miễn phí) đến nghiêm trọng (nguyên thủ quốc gia hoặc các quan chức quan trọng khác bị khủng bố tiếp cận).
Trường hợp thẻ giả thứ nhất
Thẻ báo chí không phải do ấn phẩm uy tín cấp có thể bị đoạt lấy hoặc sản xuất với mục đích trục lợi của những người cầm thẻ báo chí hợp pháp. Joan Stewart thuộc Hiệp hội quan hệ công chúng Hoa Kỳ báo cáo: "Những tấm thẻ báo chí giả tràn lan tại các buổi khai trương nhà hàng và rạp hát, sự kiện thể thao, lễ hội âm nhạc, mít tinh chính trị, bữa tiệc của người nổi tiếng và thậm chí cả hiện trường vụ án. Với một chiếc máy tính và máy in màu đàng hoàng, hầu như bất kỳ ai cũng có thể tạo ra một tấm thẻ trông như thật trong vòng vài phút."
Trường hợp thẻ giả thứ hai
Bản sao của thẻ do các ấn phẩm hợp pháp phát hành có thể bị làm giả. Các đơn vị phát hành thẻ đã tiến hành những biện pháp để ngăn chặn làm giả thẻ của họ, tạo ra các thẻ có chặn giấy ảnh toàn ký, dải chữ ký và cán mỏng chống giả mạo.